# Sombra de chuva

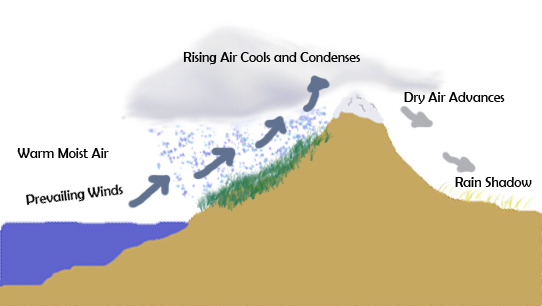
Descrição de como se forma a zona de sombra de chuva

Sombra de chuva (em inglês: rain shadow), também conhecida por Chinook ou efeito Föhn, consiste em uma área normalmente cercada por montanhas que apresenta índices de precipitação bastante inferiores à área em seu entorno.

## Descrição
A orografia de uma determinada área pode exercer grande influência nos totais pluviométricos observados. Chuvas orográficas ocorrem quando uma parcela de ar dotada de certo calor e umidade movimenta-se paralelamente à superfície da Terra até encontrar um obstáculo, como a encosta de uma escarpa ou de uma montanha. Quando isso acontece, o ar tende a continuar seu percurso devido à energia cinética que possui, elevando-se conforme a inclinação do terreno.
Como o gradiente médio de decréscimo de temperatura, considerando que a parcela de ar apresente um certo teor de umidade, é de 6 a 7 graus centígrados para cada 1000 metros de elevação, o ar se resfria cada vez mais à medida que se eleva devido ao obstáculo. Com isso, essa parcela de ar poderá atingir o ponto de condensação, que ocorrerá quando a temperatura do ponto de orvalho tornar-se igual ou maior que a temperatura dessa própria parcela, formando colunas de nuvens de chuva, normalmente situadas sobre esses obstáculos.
Dessa forma, nas áreas situadas a sotavento de um grande obstáculo, como uma cadeia montanhosa, há uma queda nos totais pluviométricos devido ao ar já ter perdido parte ou a totalidade de sua umidade ao transpô-lo. A essa área, é dado o nome de zona de sombra de chuva. As chuvas ou precipitações orográficas são de pequenas intensidades e longa duração, ocupando uma pequena área.